# This Above All
 This Above All és una pel·lícula estatunidenca dirigida per Anatole Litvak i estrenada el 1942.

## Argument
La jove aristòcrata Prudence Cathaway s'enfronta a la seva família enrolant-se com a infermera a la WAAF (Women's Auxiliary Air Force). Fa amistat amb Violet Worthing, a través de la qual coneix un jove d'origen modest, Clive Briggs. Malgrat brillants fulls de servei, ha desertat, ja que es nega a arriscar la seva vida per a una victòria de la qual només els benestants en trauran benefici.

## Repartiment
- Tyrone Power: Clive Briggs
- Joan Fontaine: Prudence 'Pru' Cathaway
- Thomas Mitchell: Cpl. 'Monty' Montague
- Henry Stephenson: General Cathaway
- Nigel Bruce: Ramsbottom
- Gladys Cooper: Tia Iris
- Philip Merivale: Dr. Roger Cathaway
- Sara Allgood: La cambrera
- Alexander Knox: El rector
- Queenie Leonard: Violet Worthing
- Melville Cooper: Wilbur
- Jill Esmond: La infermera Emily Harvey
- Holmes Herbert: Dr. Mathias
- Denis Green: Dr. Ferris
- Arthur Shields: El capellà
- Miles Mander: El major
- Dennis Hoey: Parsons

I, entre els actors que no surten als crèdits:
- Mary Forbes: L'esposa del pastor
- Lumsden Hare: El primer amo de l'hotel
- Doris Lloyd: Una sergent (WAAF)
- Heather Thatcher: Una infermera
- Rhys Williams: Un sergent

## Premis i nominacions

### Premis
- 1943. Oscar a la millor direcció artística per Richard Day, Joseph C. Wright i Thomas Little

### Nominacions
- 1943. Oscar a la millor fotografia per Arthur C. Miller,
- 1943. Oscar al millor muntatge per Walter Thompson
- 1943. Oscar a la millor edició de so per Edmund H. Hansen (20th Century-Fox SSD)

## Crítica
Arreglada adaptació de la novel·la d'Eric Knight, reconvertida en un melodrama romàntic sobre fons bèl·lic amb molta xerrameca retòrica. La trama se sosté per la presència de les dues estrelles protagonistes